# げんき (日本語教材)
げんき（GENKI）は、ジャパンタイムズが発行する初学者レベルの日本語教育用教材の名称。

## 概要
テキストは2巻構成で、それぞれが2つのセクション「会話･文法編」「読み書き編」に分かれている。「会話･文法編」の各単元は「読み書き編」の同じ単元と学習内容に関連性をもたせてあるため、単元毎に交互に使用することが推奨されている。
単元は全23課からなり、文法では丁寧語・敬語・使役・受け身・使役受け身、漢字は317字（日本語能力試験3級漢字表の284字中、254字を含む）、語彙は約1700語を学ぶことができる。